# Дідріх Вестерман

Книга «Die Sudansprachen» Дідріха Вестермана (1911)

Ді́дріх Ге́рманн Ве́стерман (нім. Diedrich Hermann Westermann; *24 червня 1875 — †31 травня 1956) — німецький африканіст, мовознавець, етнограф та історик культури Африки. Професор Берлінського університету, член Пруської академії наук, завідувач відділенням Африки Німецького дослідного інституту зарубіжних країн, співдиректор Школи східних та африканських досліджень у Лондоні (1926-39 роки), редактор журналу «Африка» («Africa»).
Учень та сподвижник Карла Майнхофа. В 1901-03 роках був місіонером у Західній Африці. Вивчав суданські мови, займався реконструкцією прасуданської мови. Автор монографічних описів та словників мов еве, кпелле, фульфульде, шиллук та ін.
Істотний внесок Вестермана у теорію та типологію іменних класів, фонологію та тонологію африканських мов. Розробив класифікацію африканських мов. За участі Д. Джонса та А. Л. Джеймса створив у 1927 році абетку «Africa», яка в кінці 20-х років XX ст. була введена в низці країн Африки та широко використовується в працях африканістів. Був прибічником африканської школи та розвитку національних мов.

## Твори
- Worterbuch der Ewe-Sprache. Berlin. 1905-06
- Grammatik der Ewe-Sprache. Berlin. 1907
- Die Sudansprachen. Hamburg. 1911
- Die Kpelle-Sprache in Liberia. Berlin. 1924
- Die westichen Sudansprachen und ihre Beziehungen zum Bantu, Berlin. 1927
- Languages of West Africa. Oxford. 1952